# Ігровий автомат

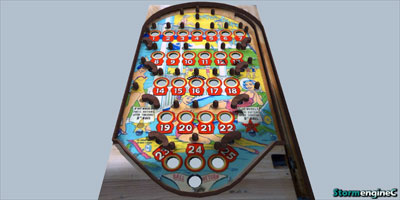
Механічний гральний автомат

Гральний автомат — механічний або електронний пристрій, що слугує для безпосереднього проведення за його допомогою різноманітних ігор, в тому числі азартних, котрі відбуваються без участі посередника (наприклад, круп'є). Участь у грі, що проводиться за допомогою грального автомата, можуть брати один або кілька учасників (гравців), котрі грають кооперативно проти автомата, або один проти одного. Казино використовують гральні автомати, в котрих у разі виграшу гравець отримує грошовий приз. Вимоги до азартних гральних автоматів законодавчо нормуються в країнах, де дозволено азартні ігри.

## Історія
Гральні автомати з'явилися 1887 року, їх винайшов автомеханік Чарльз Огаст Фай (1862—1944), американець німецького походження. Цей гральний автомат працював від п'ятицентових монет і називався «Дзвін свободи» (Liberty Bell). Чарльз Фай збирав ці автомати власноруч у власній автомайстерні, а потім здавав їх в оренду.
«Дзвін свободи» був тридисковим автоматом з трьома барабанами. Ці диски працювали незалежно один від одного з різною швидкістю обертання. На барабанах були зображені карткові масті і дзвіночки. Будова «Дзвону Свободи» на багато років визначило зовнішній вигляд ігрових автоматів Для гри потрібні дрібні монети, які вставлялися в особливий лоток. У автоматів був відсутній платіжний механізм, тому виграшні гроші гравцям виплачував власник закладу. Максимальний виграш, який можна було отримати, дорівнював 10 монетам по 5 центів. Такий гральний автомат незабаром отримав ще одну назву — «однорукий бандит» (one-armed bandit), бо гравець дуже швидко залишався ні з чим.
Приблизно 1891 року з'явився перший покерний автомат, у якого на п'яти барабанах були зображені гральні карти. Якщо в автомат падала монетка, то барабани починали обертатися, коли випадала виграшна комбінація, гравець отримував гроші від господаря. Незабаром такі автомати для азартних ігор стали виробляти в масових масштабах. Вони повертали три монети по 5 центів замість однієї, ніж та приваблювали гравців. Цей механічний автомат з'явився передвісником сучасних покер-машин.
Механічні гральні автомати незабаром стали дуже популярними, попри всі недосконалості конструкції. Приблизно через рік Чарльз Фай відкрив фабрику з виробництва автоматів для джек-поту. У таких апаратах, коли вага монет досягав певної тяжкості, відкривалися стулки і виграш висипався. Однак вони проіснували недовго, бо для отримання виграшу досить було лише сильніше стукнути по машині.
1897 р. в Каліфорнії грати в слот машини заборонили. Це сталося через те, що з монет з автоматів і з виграшів не сплачувались податки. Був випущений відповідний закон, який забороняв азартні ігри, автомати були переобладнані в автомати для продажу цукерок і жуйки. До речі, ті символи (вишня, слива, груша, напис «бар»), які нині[коли?] присутні на барабанах слотів при грі, є нагадуванням про ці важкі часи. Ігрові автомати у Великій Британії навіть називаються «fruit-machine» (фруктові машини).
Станом на 2019 рік, в світі нараховувалось більше 7,43 млн гральних автоматів, що на 0,39 % більше за показник 2018 року. В Японії гральних автоматів було 4, млн, у США — 900 тис., в Аргентині 97 тис., в Італії — 407 тис., у Південній Африці — майже 38 тис., в Австралії таких автоматів працювало 192,800.

## Боротьба гральними автоматами
Бізнесмени просили Чарльза Фая продати права на виробництво й розповсюдження автоматів, однак він відмовлявся. 1907 року промисловець з Чикаго Герберт Стіфер Белл став виробляти схожі на «Дзвін Свободи» автомати. До 1910 року практично в кожному місті США з'явилися слоти, які залучали дедалі більше людей. Поширення слот-машин в Європі почалося після того, як один з гральних слотів Фая був вкрадений компанією «Novelty».
До 1949 року слот-машини з'явилися в Лас-Вегасі в готелі Flamingo Hilton. Передбачалося, що вони повинні розважати подруг і дружин багатих гравців казино, що грали в рулетку або карти. Однак незабаром гральні автомати захопили і гравців казино. Слот-машини постійно вдосконалювалися. В сучасні слоти грають без барабана і важеля. Замість цього в автомат вбудований комп'ютерний чип, слот має кнопку управління і монітор із зображенням обертових барабанів. В середині 80-х ігрові автомати і настільні ігри за популярністю були приблизно рівні. До 90-х років слот-машини впевнене лідирували серед азартних ігор, автомати приносили власникам більшу частину прибутку за їх рахунок.

## Правовий статус
Азартні ігри в Україні були заборонені 2009 року після пожежі в нелегальному гральному залі в Дніпрі, в якому загинули дев'ять людей.
Закон «Про заборону грального бізнесу», підписаний тодішнім президентом України Віктором Ющенком, заборонив усі форми азартних ігор, включаючи гральні автомати та ставки на спорт.
Попри закон 2009 року, багато залів ігрових автоматів продовжували працювати, використовуючи юридичні лазівки протягом багатьох років. 24 січня 2020 року Верховна Рада ухвалила в першому читанні законопроєкт щодо легалізації азартних ігор в Україні.